# میرا بومجماجن
میرا بومجماجن (به انگلیسی: Mira Boumejmajen) ژیمناست زادهٔ ۶ ژوئن ۱۹۹۵ میلادی اهل کشور فرانسه است.